# Microtityus lantiguai
Espèce
Microtityus lantiguai est une espèce de scorpions de la famille des Buthidae.

## Distribution
Cette espèce est endémique de la province de Pedernales en République dominicaine,.

## Description
Les femelles mesurent de 21 à 24 mm.

## Étymologie
Cette espèce est nommée en l'honneur de Domingo Lantigua.

## Publication originale
- Armas & Marcano Fondeur, 1992 : « Nuevos alacranes de Republica Dominicana (Arachnida: Scorpiones). » Poeyana, no 420, p. 1-36.